# 江集镇
江集镇，是中华人民共和国安徽省亳州市利辛县下辖的一个乡镇级行政单位。

## 行政区划
江集镇下辖以下地区：
江集村、江新村、双营村、孙小寨村、王大村、靳营村、江破楼村、孙营村、纪伦寨村、江东村、江老家村、八一村、陈庄村、郑小集村、郑大楼村和郑老营村。